# 4600 Meadows
4600 Meadows је астероид главног астероидног појаса са средњом удаљеношћу од Сунца која износи 3,014 астрономских јединица (АЈ).
Апсолутна магнитуда астероида је 11,3.